# Power Rangers
Power Rangers är en långvarig amerikansk TV-serie. Den första serien sändes ursprungligen i TV-kanalen FOX i USA åren 1993 (från den 28 augusti) och fram till 2002, för att därefter sändas i andra kanaler. Den är baserad på den japanska serien Super Sentai, anpassad till en västerländsk publik.
Det finns tre säsonger och 155 avsnitt av originalserien Mighty Morphin Power Rangers. Senare har flera uppföljare producerats.
TV-serien handlar om en grupp tonåringar som har en morpher som ger dem superkrafter att slåss mot onda varelser. Alla Rangers har också en zord (en robot) som kan sättas ihop med andra zords och bli en megazord. Tittaren får också följa med i deras vardagsliv i skolan och på fritiden.
I Sverige visades den i TV 3 men drogs in efter att ha kritiserats för att ha varit orsaken till det så kallade Siljefallet, då en 5-årig flicka  i Trondheim i Norge den 15 oktober 1994 blev ihjälsparkad av tre jämnåriga pojkar som sades ha blivit inspirerade av serien. Serien återkom till Sverige 2007 då Jetix visade säsong 14: Mystic Force och första halvan av säsong 15: "Operation Overdrive".

## Säsonger
1. Mighty Morphin Power Rangers (1993)
2. Mighty Morphin Power Rangers  (1994)
3. Mighty Morphin Alien Rangers (1995)
4. Power Rangers Zeo (1996)
5. Power Rangers Turbo (1997)
6. Power Rangers In Space (1998)
7. Power Rangers Lost Galaxy (1999)
8. Power Rangers Lightspeed Rescue (2000)
9. Power Rangers Time Force (2001)
10. Power Rangers Wild Force (2002)
11. Power Rangers Ninja Storm (2003)
12. Power Rangers Dino Thunder (2004)
13. Power Rangers S.P.D. (2005)
14. Power Rangers Mystic Force (2006)
15. Power Rangers Operation Overdrive (2007)
16. Power Rangers Jungle Fury (2008)
17. Power Rangers R.P.M. (2009)
18. Power Rangers Samurai (2011)
19. Power Rangers Super Samurai (2012)
20. Power Rangers Megaforce (2013)
21. Power Rangers Super Megaforce (2014)
22. Power Rangers Dino Charge (2015)
23. Power Rangers Dino Super Charge (2016)
24. Power Rangers Ninja Steel (2017)
25. Power Rangers Super Ninja Steel (2018)
26. Power Rangers Beast Morphers (2019)
27. Power Rangers Super Beast Morphers (2020)
28. Power Rangers Dino Fury (2021)
29. Power Rangers Dino Fury (2022)
30. Power Rangers Cosmic Fury (2023)